# Tolúviejo
Tolúviejo, a volte indicato come Tolú Viejo, è un comune della Colombia facente parte del dipartimento di Sucre.
L'abitato venne fondato da Pedro de Heredia nel 1534.